# El Puente (Tarija)
El Puente is een plaats in het departement Tarija, Bolivia. Het is de hoofdplaats en naar aantal inwoners de tweede grootste plaats van de gelijknamige gemeente, gelegen in de Eustaquio Méndez provincie.

## Bevolking
| Jaar | Populatie |
| ---- | --------- |
| 1992 | 653       |
| 2001 | 902       |
| 2012 | 554       |